# Лорин
Лорине Зинеб Нора Талхауи (швед. Lorine Zineb Nora Talhaoui; род. 16 октября 1983, Стокгольм), более известная мононимно как Лори́н (англ. Loreen) — шведская певица марокканско-берберского происхождения. Первая женщина — двукратная победительница конкурса песни «Евровидение»: в 2012 и 2023 годах.

## Биография
Лорин родилась в Стокгольме в 1983 году. Позже её семья переехала в Вестерос (100 км к северо-западу от столицы), где Лорин поступила в школу. Большую часть своего подросткового возраста она жила в Энста-Грюта — районе в северной части Вестероса.
Она счастлива в отношениях с Чарли.

## Карьера

### 2004 Idol
Лорин известна своим участием в Idol в 2004 году. Она финишировала четвёртой и была в последней двойке, отчисленной перед финалом. Она была одной из 40 выбранных на финальном прослушивании и попала в квалификационную неделю, которая длилась с 13 по 17 сентября 2004 года. Она исполнила песню Селин Дион «Love Is On The Way» в третьей квалификационной программе 15 сентября, где заняла третье место с 17 % голосов и, таким образом, была исключена из конкурса. Тем не менее жюри выбрало её c помощью «уайлд-кард» для еженедельных финалов из 10 певцов, которые были номером три и четыре во время отборочной недели, а затем выбрало Лорин. Она, таким образом, стала одной из 11 певцов, которые приняли участие в еженедельном финале, где певцы отчислялись каждую неделю. Первый еженедельный финал состоялся 24 сентября, и ей удалось провести в гонке за победу восемь недель до 12 ноября. В альбоме Best of Idol 2004 года она поёт песню Фристайл «Want You».

### 2005—2011: Перерыв
В течение длительного перерыва Лорин работала на телевидении, выступая как продюсер реалити шоу, таких как: Värsta pojkvänsakademin (TV3), Matakuten (TV4) и Frufritt (SVT).

### Melodifestivalen 2011
Лорин вернулась на сцену, участвуя в Melodifestivalen 2011 с песней «My Heart Is Refusing Me». Там она перешла во «Второй шанс» во второй гонке за финал в Гётеборге 12 февраля. Она выступала второй в своем полуфинале и была пятой с 19 749 голосами после первого раунда. Во втором раунде она была четвёртой с 31 034 голосами и, таким образом, прошла во «Второй шанс». Так или иначе во «Втором Шансе» в городе Сундсвалль 5 марта она проиграла в первом раунде битву с Сарой Варьей. Лорин получила 42 892 голоса, а Варья 54 807. Из всех певцов, которые были отчислены после первого раунда, она получила больше всех голосов. Хоть она и не прошла в финал, её песня стала хитом и продержалась 19 недель в Шведском чарте с 11 марта по 15 июля. Самой высокой позицией песни «My heart is refusing me» было 9 место. После успеха на конкурсе, 12 сентября 2011 года Лорин выпустила новый сингл под названием «Sober». 6 февраля 2012 года Лорин выиграла приз песня года на Gaygalan за песню «My heart is refusing me».

### Melodifestivalen 2012
Лорин вернулась на «Мелодифестивален» в 2012 году с песней «Euphoria». На сцене Лорин представила йога-данс (юфория-дансен) авторства Амбры Суччи, в котором участвовал американский бит-боксер Осбен Йордан. В первом полуфинале Лорин набрала 160351 голос, что дало ей 1-е место во всём полуфинале. 10 марта на Глобен Арене состоялся финал, в котором Лорин победила с рекордным количеством зрительских голосов — 670551 (154 балла) и 114 баллами от жюри (6 из 11 оценок были максимальными). Также Лорин является первой победительницей, которая прошла в финал из первого полуфинала «Мелодифестивалена». Во время «Мелодифестивалена-2012» вещатель провёл дополнительный раунд «Третий шанс», в котором определялась лучшая песня «Мелодифестивалена», не дошедшая до финала за последние 10 лет. Этой песней стала песня Лорин «My Heart Is Refusing Me». После «Мелодифестивалена» она получила приз журналистских симпатий Marcel Bezençon Awards Pressens pris и Artisternas pris. Также Лорин выиграла 7 из 25 номинаций «Мелодифестивалена-2012». 20 апреля Лорин отправилась в Финляндию, где на местном шоу талантов спела свою песню.

### «Евровидение-2012»
Лорин решила не менять свой номер, поскольку он был уникальным, поэтому Осбен Йордан согласился снова танцевать йога-данс с ней. Также на сцене присутствовали 3 бэк-вокалистки. 24 мая состоялся полуфинал «Евровидения-2012», в котором Швеция была под 11 номером. Ничто не помешало ей выиграть полуфинал и пройти в финал. До финала Лорин вручили две из трёх наград: за номер и за текст песни. В финале 26 мая Лорин одержала победу с 372 баллами, среди которых было 18 оценок по 12. Лишь Италия отличилась и не дала баллов. Во время евронедели Лорин посетила множество организаций, включая организацию по борьбе с запретом свободы слова, свободы женщин в Азербайджане и другие. С возвращением на родину Лорин исполнила две версии своей песни на площади в Стокгольме, где собрались тысячи встречающих её людей.

### Heal 2012
24 октября 2012 вышел дебютный альбом Лорин под названием Heal. Материал разрабатывался в течение нескольких лет, а в написании большей части композиций певица принимала непосредственное участие.
Лорин: 
Я занимаюсь музыкой так много лет, что её создание — это не то, что я могу считать чем-то новым для себя, поэтому я вряд ли могу назвать это своим дебютом.
Первым синглом альбома Heal стала композиция «Crying Out Your Name», которая уже вовсю звучит на радио и в наушниках. Яркая и эмоциональная песня-шторм о том, что Loreen считает важным:

— Это песня о женщине, у которой разбито сердце из-за осознания того, что чувства к любимому человеку стали безответными. Поэтому она решает утопить свою боль в бутылке спиртного. У меня здесь образ той, которая занимается саморазрушением. Это довольно интересно! Но сама я не пью, — быстро добавляет Loreen. — У меня с алкоголем совсем противоположные отношения, но, думаю, многим женщинам подобное поведение, к сожалению, знакомо.
— То есть текст не автобиографичен?
— Нет, но та главная часть о разбитом сердце, когда ты понимаешь, что расставание неизбежно, хоть это и противоречит твоему желанию, потому что ты всё ещё любишь этого человека, — это обо мне. Искать утешения в алкоголе я никогда не стану, у меня свои совсем другие способы борьбы с болью. Но в остальном для меня было бы трудно петь о том, что совсем никак не связано со мной.

### «Евровидение-2023»
В 2023 году Лорин приняла участие в конкурсе Melodifestivalen в четвёртый раз, с песней «Tattoo».
В финале конкурса, прошедшем 11 марта 2023 года, Лорин заняла первое место и получила право представлять Швецию на конкурсе песни «Евровидение-2023». На Spotify песня побила рекорд для песен конкурса, набрав около 375 000 просмотров менее чем за два дня после релиза.

Лорин выступила в первом полуфинале конкурса «Евровидение-2023», прошедшем 9 мая 2023 в Ливерпуле. Лорин прошла в финал конкурса и выступила в первой половине шоу под номером 9, позднее заняв первое место в финале, набрав в сумме 583 балла по результатам голосования зрителей и жюри. Таким образом, певица Лорин стала первой женщиной среди исполнителей песен, победивших на конкурсе песни «Евровидение» дважды, и вторым исполнителем песен после ирландского музыканта Джонни Логана, побеждавшего на конкурсе песни дважды как исполнитель песен и один раз как автор песни-победителя конкурса.

## Дискография

### Альбомы
| Название | Детали                                                                                           | Пиковые позиции в чартах | Пиковые позиции в чартах | Пиковые позиции в чартах | Пиковые позиции в чартах | Пиковые позиции в чартах | Пиковые позиции в чартах | Пиковые позиции в чартах | Пиковые позиции в чартах | Пиковые позиции в чартах | Пиковые позиции в чартах | Сертификации  |
| Название | Детали                                                                                           | SWE                      | AUT                      | BEL (Vl)                 | DEN                      | FIN                      | GER                      | NLD                      | NOR                      | SWI                      | UK                       | Сертификации  |
| -------- | ------------------------------------------------------------------------------------------------ | ------------------------ | ------------------------ | ------------------------ | ------------------------ | ------------------------ | ------------------------ | ------------------------ | ------------------------ | ------------------------ | ------------------------ | ------------- |
| Heal     | - Дата выпуска: 22 октября 2012 г. - Лейбл: Warner Music Sweden - Формат: CD, цифровая загрузка  | 1                        | 26                       | 21                       | 12                       | 6                        | 16                       | 16                       | 6                        | 7                        | 71                       | SWE: Platinum |
| Ride     | - Дата выпуска: 24 ноября 2017 г. - Лейбл: BMG Rights Management - Формат: CD, цифровая загрузка |                          |                          |                          |                          |                          |                          |                          |                          |                          |                          |               |

### Синглы
| Год                                            | Сингл                     | Пиковые позиции в чартах | Пиковые позиции в чартах | Пиковые позиции в чартах | Пиковые позиции в чартах | Пиковые позиции в чартах | Пиковые позиции в чартах | Пиковые позиции в чартах | Пиковые позиции в чартах | Пиковые позиции в чартах | Пиковые позиции в чартах | Пиковые позиции в чартах | Пиковые позиции в чартах | Пиковые позиции в чартах | Сертификация | Альбом |
| Год                                            | Сингл                     | SWE                      | AUT                      | BEL (Vl)                 | DEN                      | FIN                      | GER                      | IRE                      | NLD                      | NOR                      | SPA                      | SWI                      | RUS                      | UK                       | Сертификация | Альбом |
| ---------------------------------------------- | ------------------------- | ------------------------ | ------------------------ | ------------------------ | ------------------------ | ------------------------ | ------------------------ | ------------------------ | ------------------------ | ------------------------ | ------------------------ | ------------------------ | ------------------------ | ------------------------ | --- | ------ |
| 2011                                           | «My Heart Is Refusing Me» | 9                        | 64                       | 44                       | —                        | 4                        | 41                       | —                        | 46                       | —                        | 41                       | 18                       | 167                      | —                        | - IFPI SWE: 2× Platinum | Heal   |
| 2011                                           | «Sober»                   | 26                       | —                        | —                        | —                        | —                        | —                        | —                        | —                        | —                        | —                        | —                        | —                        | —                        | - IFPI SWE: Platinum | Heal   |
| 2012                                           | «Euphoria»                | 1                        | 1                        | 1                        | 1                        | 1                        | 1                        | 1                        | 2                        | 1                        | 2                        | 1                        | 1                        | 3                        | - IFPI SWE: 9× Platinum - BEA: Gold - BVMI: Platinum - IFPI AUT: Gold - IFPI DEN: Platinum - IFPI FIN: Platinum - PROMUSICAE: Gold | Heal   |
| 2012                                           | «Crying Out Your Name»    | 19                       | —                        | —                        | —                        | —                        | —                        | —                        | —                        | —                        | —                        | —                        | —                        | —                        | | Heal   |
| 2013                                           | «We Got the Power»        | 55                       | —                        | —                        | —                        | —                        | —                        | 98                       | —                        | —                        | —                        | 70                       | —                        | —                        | |        |
| 2015                                           | Paper Light (Higher)      |                          | —                        | —                        | —                        | —                        | —                        |                          | —                        | —                        | —                        |                          | —                        | —                        | |        |
| 2015                                           | I’m in it with you        |                          |                          |                          |                          |                          |                          |                          |                          |                          |                          |                          |                          |                          | |        |
| «—» означает, что песня отсутствовала в чарте. |                           |                          |                          |                          |                          |                          |                          |                          |                          |                          |                          |                          |                          |                          | |        |